# 桃園市龍潭區區長

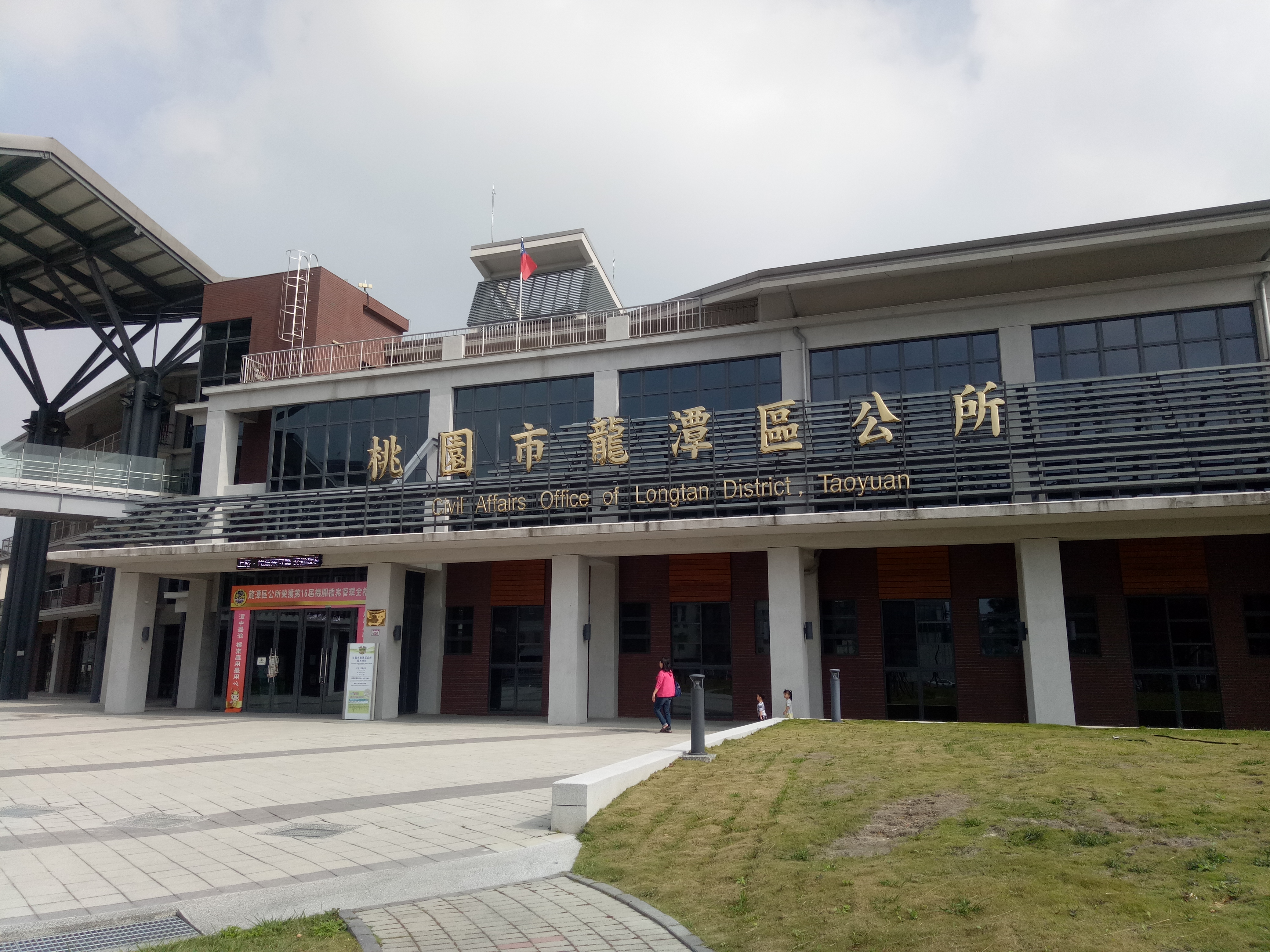
龍潭區公所

龍潭區區長是臺灣桃園市龍潭區的行政首長，也是龍潭區公所的領導者，由桃園市市長依法任用，承市長之命綜理區政，並指揮監督所屬人員。此條目列出的龍潭區歷任首長包括日治時期以及中華民國時期的相應官員，現任龍潭區區長為鄧昱綵。

## 歷任首長列表

### 日治時期
- 首長職稱：龍潭庄庄長

| 任次 | 姓名     | 上任日期      | 卸任日期      | 備註 |
| 1    | 鍾會宏   | 1920年10月1日 | 1936年9月30日 |      |
| 2    | 鄭昌英   | 1936年10月1日 | 1943年3月     |      |
| 3    | 宮內榮治 | 1943年4月     | 1945年        |      |

### 中華民國時期

#### 公民普選前
- 首長職稱：龍潭鄉鄉長

| 任次 | 姓名   | 上任日期 | 卸任日期      | 備註                 |
| 1    | 翁瑞日 | 1945年   | 1946年3月15日 | 臺灣行政長官公署派任 |

| 屆別 | 姓名   | 上任日期      | 卸任日期     | 備註         |
| 1    | 魏木昌 | 1946年3月16日 | 1948年3月    | 鄉民代表推選 |
| 2    | 翁廷鳳 | 1948年4月     | 1951年7月5日 | 鄉民代表推選 |

#### 公民普選後
- 首長職稱：龍潭鄉鄉長

| 屆別 | 姓名   | 黨籍       | 上任日期       | 卸任日期       | 備註                                                   |
| 1    | 余義   |            | 1951年7月6日   | 1953年6月30日  | 首任民選                                               |
| 2    | 陳龍祥 |            | 1953年7月1日   | 1956年7月5日   |                                                        |
| 3    | 翁瑞珍 |            | 1956年7月6日   | 1960年1月4日   |                                                        |
| 4    | 鍾通超 |            | 1960年1月5日   | 1964年2月28日  |                                                        |
| 5    | 徐華維 |            | 1964年3月1日   | 1968年2月28日  |                                                        |
| 6    | 廖國文 |            | 1968年3月1日   | 1973年3月31日  |                                                        |
| 7    | 廖國文 |            | 1973年4月1日   | 1977年12月29日 |                                                        |
| 8    | 李騰芳 |            | 1977年12月30日 | 1982年2月28日  |                                                        |
| 9    | 游日正 | 中國國民黨 | 1982年3月1日   | 1986年2月28日  |                                                        |
| 10   | 徐春國 | 中國國民黨 | 1986年3月1日   | 1990年2月28日  |                                                        |
| 11   | 游日正 | 中國國民黨 | 1990年3月1日   | 1992年12月18日 | 任內當選立法委員後辭職                                 |
| 11   | 張枝松 |            | 1992年12月19日 | 1993年3月31日  | 代理，原為桃園縣政府秘書                               |
| 11   | 林忠正 | 中國國民黨 | 1993年4月1日   | 1994年2月28日  | 補選，曾於任內因案停職（時由桃園縣政府派任張仲穎代理） |
| 12   | 林忠正 | 中國國民黨 | 1994年3月1日   | 1998年2月28日  |                                                        |
| 13   | 黃仁杞 | 中國國民黨 | 1998年3月1日   | 2002年3月6日   |                                                        |
| 14   | 黃仁杞 | 中國國民黨 | 2002年3月7日   | 2006年2月28日  |                                                        |
| 15   | 葉發海 | 中國國民黨 | 2006年3月1日   | 2010年2月28日  |                                                        |
| 16   | 葉發海 | 中國國民黨 | 2010年3月1日   | 2014年12月24日 | 末任鄉長                                               |

#### 龍潭區時期
- 首長職稱：龍潭區區長

| 任次 | 姓名   | 上任日期       | 卸任日期       | 備註                                                           |
| 1    | 鄧昱綵 | 2014年12月25日 | 2018年12月24日 | 首任市長指派，原平鎮市公所計畫室主任轉任，調任民政局兵役科科長 |
| 2    | 胡星輝 | 2018年12月25日 | 2023年2月10日  | 原中壢區公所主任秘書轉任，調任桃園市政府參議                   |
| 3    | 黃世琪 | 2023年2月10日  | 2024年12月23日 | 原桃園市龍潭區公所主任秘升任，調任民政局專員                   |
| 4    | 鄧昱綵 | 2024年12月23日 | 現任           | 原民政局兵役科科長轉任，再任                                   |

## 外部連結
- 桃園市龍潭區公所